# Philonotis esquelensis
Philonotis esquelensis là một loài rêu trong họ Bartramiaceae. Loài này được Matteri mô tả khoa học đầu tiên năm 1968.